# سعود الهزاع
سعود الهزاع (ولد في 10 أبريل 2001 في المنامة، البحرين) لاعب كرة قدم بحريني يجيد اللعب في مركز الوسط الأيسر. يلعب حاليا لصالح النجمة البحريني منذ 2019.